# Eròfils
Eròfils és el títol d'una obra de teatre cretenca del segle xvii. Escrita en versos polítics (de quinze síl·labes) alternats amb versos hendecasíl·labs en els fragments del cor, segueix el model de les obres italianes.

## Argument
Filogonos assassina el seu germà per arravatar-li el tron i la vídua. Té una filla, Erofili (que dona nom al seu llinatge), la qual s'enamora secretament d'un general orfe. El pare, en assabentar-se, mana que el matin, ja que havia promès la seva filla a un rei d'un país veí. Després envia el seu cap i el seu cor a Erofili, qui se suïcida. El cor de donzelles vol la revenja i Filogonos mor al final de la tragèdia.

## Anàlisi
L'obra consta de cinc actes i inclou, com era costum a l'època, interludis per alleugerir la tensió dramàtica. Respecta la regla de les tres unitats clàssica. Apareix l'espectre del germà mort per guiar el cor i fer justícia, de manera similar al fantasma del pare de Hamlet. El fet que siguin les dones del cor les qui finalitzen l'acció és una innovació que no estava present a Orbecche, l'obra que inspira la trama. El tema central de la tragèdia és la cobdícia i les conseqüències que comporta, ja que Filogonos anhela el poder reial i les seves riqueses i acaba mort després de destruir tota la seva família. Eròfils va gaudir de gran èxit a Creta i per això, a banda de les representacions íntegres, se'n van adaptar fragments per a la recitació oral popular.